# Kødmørning
Kødmørning (eller mørning) er den proces, hvor kød mekanisk eller kemisk mørnes.

## Mekanisk mørning
Mørning kan foretages mekanisk med en kødhammer eller en kødbanker, som er et køkkenredskab, der bruges til at fladhamre kødstykker som schnitzler. Den består af en massiv, håndstor metalplade med et skaft eller et firkantet mere massivt hoved med skaft. Pladen kan være glat eller have en takket profil. Kødhamrene har ofte to forskellige slags profilering.
Slag med kødhammeren løsner vævet og gør kødstykket større og fladere. Specielt ved takkede kødhamre kan strukturen blive ødelagt. Derfor bør man ikke behandle sart kød som steaks med kødhamre. Man kan bruge en flad hammer. De takkede kødhamre tjener især til at mørbanke hårde stykker kød. Kødhamre bliver fremstillet af træ og aluminium.

## Kemisk mørning
Ud over brugen af kødbankere og -hamre, hvor bindevævet i kød bliver sønderrevet, er der blide metoder, hvorpå man kan mørne kød. Gennem forberedelsesmetoder som marinering, brasering eller madlavning efter lavtemperaturmetoden omdannes kollagenen i bindevævet kemisk til gelatine.
Brugen af enzymer til mørning er kommet frem. Blandt andre papain fra papaya og bromelain fra ananas er enzymer, der katalyserer omdannelsen af kollagen til gelatine.